# Dardascht-Minarette
Die Dardascht-Minarette (persisch:مناره‌های دردشت [mɛnɑɾɛhɑ jɛ dæɾdæʃt]) sind zwei historische Minarette in Isfahan, Iran. Sie stehen auf einem Portal in der Nachbarschaft des Soltan Bacht Agha-Mausoleums und wurden in der Muzaffariden-Ära erbaut. Der obere Teil eines der Minarette ist zerstört.